# بارژاک، گارد
بارژاک (به فرانسوی: Barjac) یک کمون (فرانسه) در فرانسه است که در Canton of Barjac واقع شده‌است. بارژاک ۴۲٫۷۲ کیلومتر مربع مساحت دارد ۲۵۰ متر بالاتر از سطح دریا واقع شده‌است.